# Maximilian E. Obermayer
Maximilian Ernest Obermayer, meist abgekürzt Maximilian E. Obermayer (* 6. Jänner 1896 in Leoben, Österreich-Ungarn; † 21. Oktober 1982 in Los Angeles, Kalifornien, Vereinigte Staaten), war ein österreichisch-US-amerikanischer Dermatologe und Hochschullehrer.

## Leben und Wirken

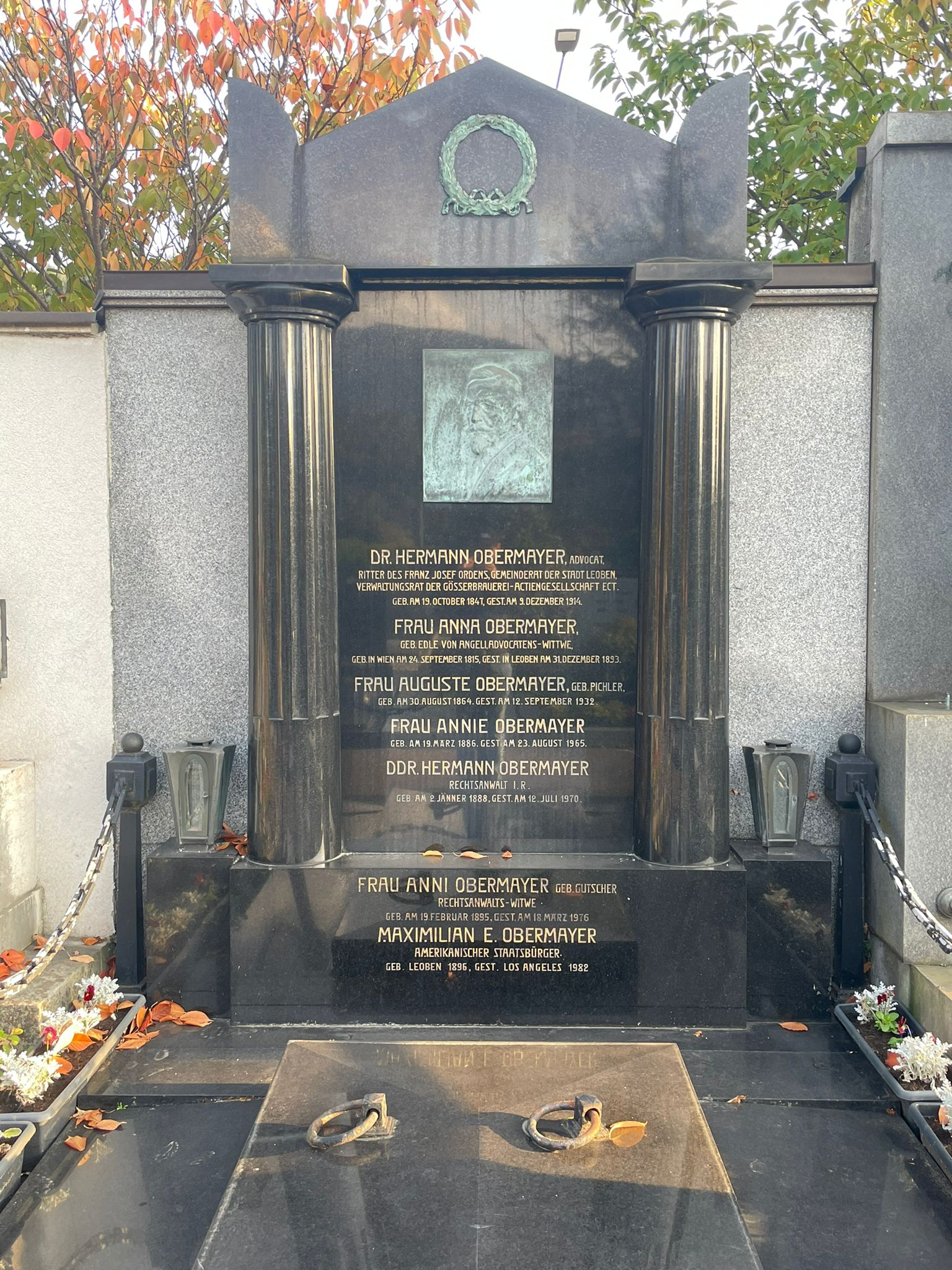
Das Grab der Familie Obermayer am Zentralfriedhof Leoben (2022)

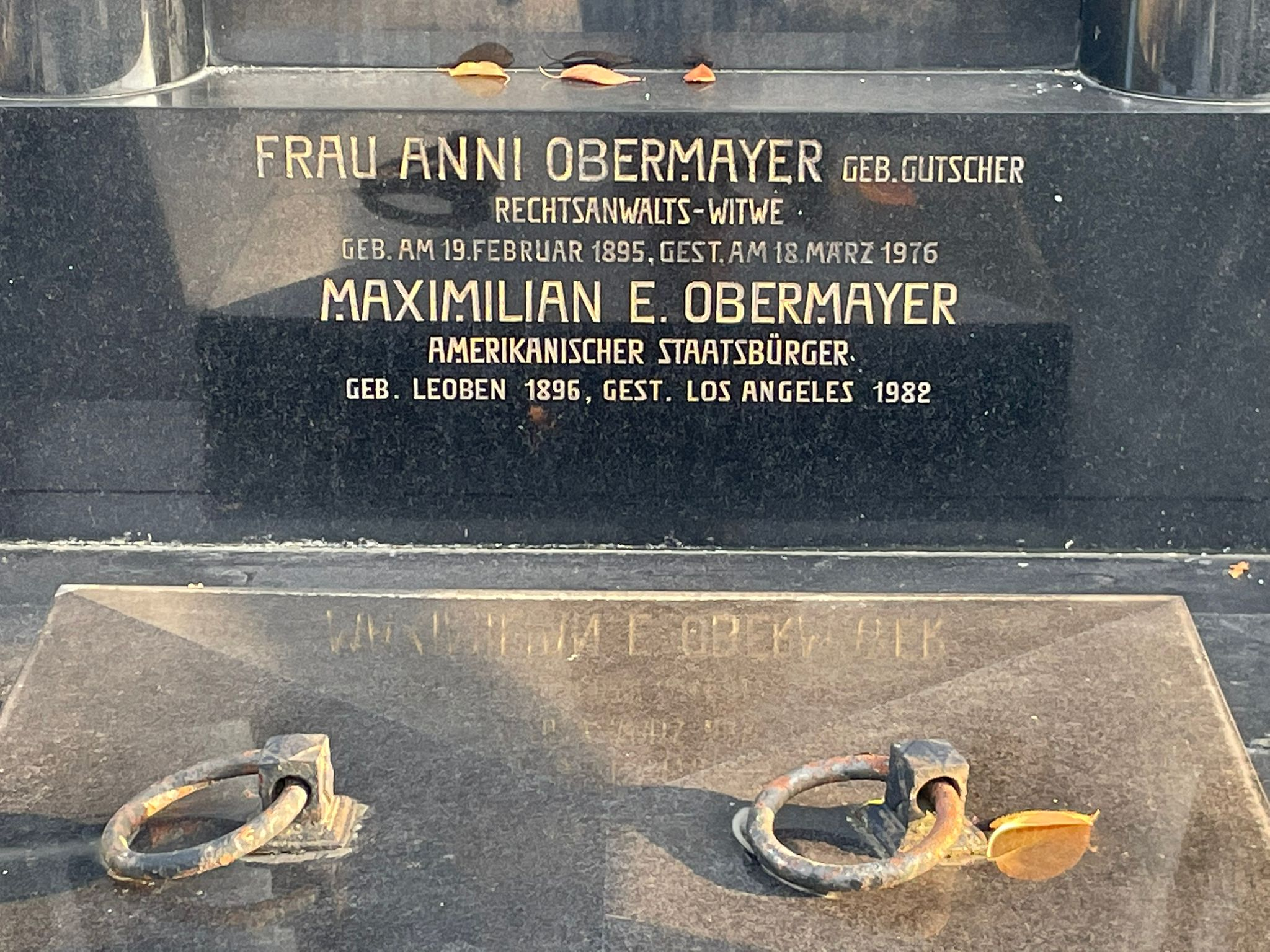
Von der Stadtgemeinde Leoben finanzierte Grabinschrift für Maximilian E. Obermayer (2022)

Maximilian E. Obermayer wurde am 6. Jänner 1896 als jüngstes Kind des Rechtsanwalts Hermann Obermayer (* 19. Oktober 1847; † 9. Dezember 1914) und dessen Ehefrau Auguste (geborene Pichler; * 30. August 1864; † 12. September 1932) in der steirischen Montanstadt Leoben geboren, wo er auch aufwuchs und die Schule besuchte. Mit Annie Obermayer (* 19. März 1886; † 23. August 1965) und Hermann Obermayer junior (* 2. Jänner 1888; † 12. Juli 1970), der wie sein Vater dem Anwaltsberuf nachging, hatte er zwei ältere Geschwister. Neben seiner Tätigkeit als Advokat in Leoben war der Vater unter anderem auch noch im Verwaltungsrat der Gösser Brauerei AG, saß im Gemeinderat der Stadt Leoben und war Ritter des Franz-Joseph-Ordens. Die Großmutter väterlicherseits war Anna Obermayer (* 24. September 1815; † 31. Dezember 1893), eine geborene Edle von Angeli. Der Großvater väterlicherseits war der ebenfalls in Leoben ansässige Advokat Franz Obermayer.
Im Anschluss an seine Schulausbildung absolvierte Obermayer seine Studien an der medizinischen Fakultät der Universität Graz und erhielt seine praktische Ausbildung unter Rudolf Matzenauer an der dortigen dermatologischen Klinik, ehe es ihm die Douglas Smith Foundation for Medical Research of the University of Chicago ermöglichte, seine bereits begonnenen Forschungsarbeiten in Nordamerika fortzusetzen. Sein Interesse für Dermatologie wurde beim damaligen Medizinstudenten erstmals bei Johann Heinrich Rille an der Universität Leipzig, bei dem er im Sommer arbeitete, geweckt. Bereits vor seinem Wechsel in die Vereinigten Staaten hatte Obermayer während seiner praktischen Ausbildungszeit bzw. auch unmittelbar danach bereits an verschiedenen Kliniken im Ausland studiert und gearbeitet, unter anderem am St Mary’s Hospital in London unter Sir Ernest Graham-Little. In dieser Zeit brachte Obermayer auch eine Reihe von Arbeiten über experimentelle Therapien venerischer Krankheiten hervor. Während des New Yorker Börsencrashs 1929 erhielt Obermayer seine Berufung als Assistent für Dermatologie an der University of Chicago und wanderte noch im selben Jahr in die Vereinigten Staaten aus. Nach nicht einmal fünf Jahren in den USA wurde er 1934 Diplomate des zwei Jahre zuvor gegründeten American Board of Dermatology and Syphiology. Am 12. Juli 1935 erhielt Obermayer offiziell seine Einbürgerung und somit die Staatsbürgerschaft der Vereinigten Staaten. In seinen zwölf Jahren an der University of Chicago berichtete er über eine Reihe verschiedener Untersuchungen und schrieb in dieser Zeit zusammen mit seinem Kollegen S. William Becker ein Lehrbuch für Dermatologie, das im Jahre 1940 erschien und den Titel Modern Dermatology and Syphiology trug.
Im Jahre 1941 zog Obermayer nach Los Angeles im US-Bundesstaat Kalifornien und bekleidete hier anfangs die Stellung eines Associate Clinical Professors an der University of Southern California. Ebenso eröffnete in dieser Zeit seine Privatpraxis. Nachdem vier Jahre später sein ihm vorgesetzter Ordinarius verstorben war, übernahm der gebürtige Leobener dessen Position als Clinical Professor und wurde zudem Vorstand der Abteilung für Dermatologie am Los Angeles County General Hospital. Darüber hinaus war er über viele Jahre hinweg Konsilarius für Hautkrankheiten am Veterans Administration Hospital in Long Beach, am United States Navy Hospital in San Diego sowie Konsulent für Lepra für das Gesundheitsamt von Kalifornien. Weiters war er Präsident der Los Angeles Dermatology Society, der Pacific Dermatology Society und der Society for Investigative Dermatology. Außerdem war Obermayer korrespondierendes Mitglied der Schwedischen Dermatologischen Gesellschaft, Ehrenmitglied der Dermatologischen Gesellschaften von Österreich, Mexiko und Venezuela sowie Mitglied des Herausgeberkollegiums des Excerpta Medica. Beim 11. Internationalen Kongress für Dermatologie wurde er zum Mitglied des Internationalen Komitees für Nomenklatur ernannt. Darüber hinaus war Obermayer langjähriges Mitglied der Herausgeberkollegiums des Journal of Investigative Dermatology, dem offiziellen Publikationsorgan der Society for Investigative Dermatology.
An seinem 65. Geburtstag, am 6. Jänner 1961, trat Obermayer aus seiner Stellung als Clinical Professor und Vorstand der Dermatologischen Abteilung der University of Southern California in den Ruhestand. Im Juli desselben Jahres wurde ihm von seiner Alma Mater, der Karl-Franzens-Universität Graz, an der er 1924 den Doktortitel erhalten hatte, der Titel Civis Academicus verliehen. Im September 1961 wurde er von der Mexikanischen Dermatologischen Gesellschaft anlässlich ihres 25-jährigen Jubiläums als Ehrengast gefeiert und erhielt noch im selben Monat von der Dermatologischen Abteilung der University of Southern California eine Original-Bronzeskulptur auf einem eigens für ihn veranstalteten Bankett. Rund zehn Jahre später wurde ihm am 11. März 1971 die Ehrenbürgerschaft seiner Geburtsstadt Leoben verliehen. Die offizielle Übergabe an die vier neuen Ehrenbürger erfolgte daraufhin am 23. Juni 1971 im großen Stadtsaal von Leoben; Obermayer konnte hierbei jedoch nicht persönlich anwesend sein. Zu Lebzeiten war Obermayer, vor allem durch seine Familie, stets mit seiner früheren Heimat verbunden. So überwies er jährlich 1.000 US-Dollar für bedürftige Kinder, um diesen einen Erholungsaufenthalt an der Adria zu ermöglichen. Die nach ihm benannte Obermayer-Kindererholungsaktion wurde mitunter auch durch die Stadtgemeinde Leoben bezuschusst. Im Jahr 1976 schenkte die Familie Dr. Obermayer der Gemeinde 2.440 m² Grund zur Erweiterung des Glacis-Parks. Der neue Stadtparkteil, für den die Stadtgemeinde nach jahrelangen Verhandlungen zusätzlich auch ein 1.220 m² großes Grundstück von Krempls Erben ankaufte, wurde im Herbst 1978 feierlich eröffnet. Bürgermeister Leopold Posch enthüllte zu diesem Anlass einen von Ingo Lasserus aus Triestiner Marmor gestalteten Gedenkstein, der der Familie Dr. Obermayer gewidmet ist. Das Heimathaus der Familie Dr. Obermayer am unteren Ende des Parks an der Gösser Straße wurde dem Josefinum zur Ausübung seiner karitativen Zwecke gewidmet und in den Jahren 1977/78 in ein Familienheim umgebaut. Noch heute (Stand: 2023) befindet es sich im Besitz des Kinder- und Jugendwerks Josefinum.
Von seinem Freund und Kollegen A. Fletcher Hall erhielt Obermayer den Beinamen „Österreicher im amerikanischen Gewande“. Zeitlebens verfasste er über 60 fachliterarische Beiträge und behandelte darin viele Zweige der Dermatologie und Syphiologie. In den letzten 30 Jahren vor seinem Ableben wandte er sein Interesse vor allem der psychosomatischen Betrachtung von Hauterkrankungen zu. In den USA und im Ausland berichtete er hierbei besonders über disseminierte Neurodermitis und über Selbstschädigung der Haut. Als sein Hauptwerk auf diesem Gebiet gilt das Fachbuch Psychocutaneous Medicine. In späteren Jahren bemühte er sich soziologische und kulturelle Faktoren in der dermatologischen Praxis zu sichten.
Am 21. Oktober 1982 starb Obermayer 86-jährig in Los Angeles, wo er seit vier Jahrzehnten gelebt hatte. Aus Anlass des Ablebens ihres Ehrenbürgers übernahm die Stadtgemeinde Leoben die Kosten für die Anbringung der letztwillig verfügten Grabinschrift Maximilian E. Obermayer – Amerikanischer Staatsbürger – geb. Leoben 1896 – gest. Los Angeles 1982. Sein Leichnam wurde eingeäschert und die Urne am 20. Dezember 1982 am Leobener Zentralfriedhof beigesetzt.

## Galerie

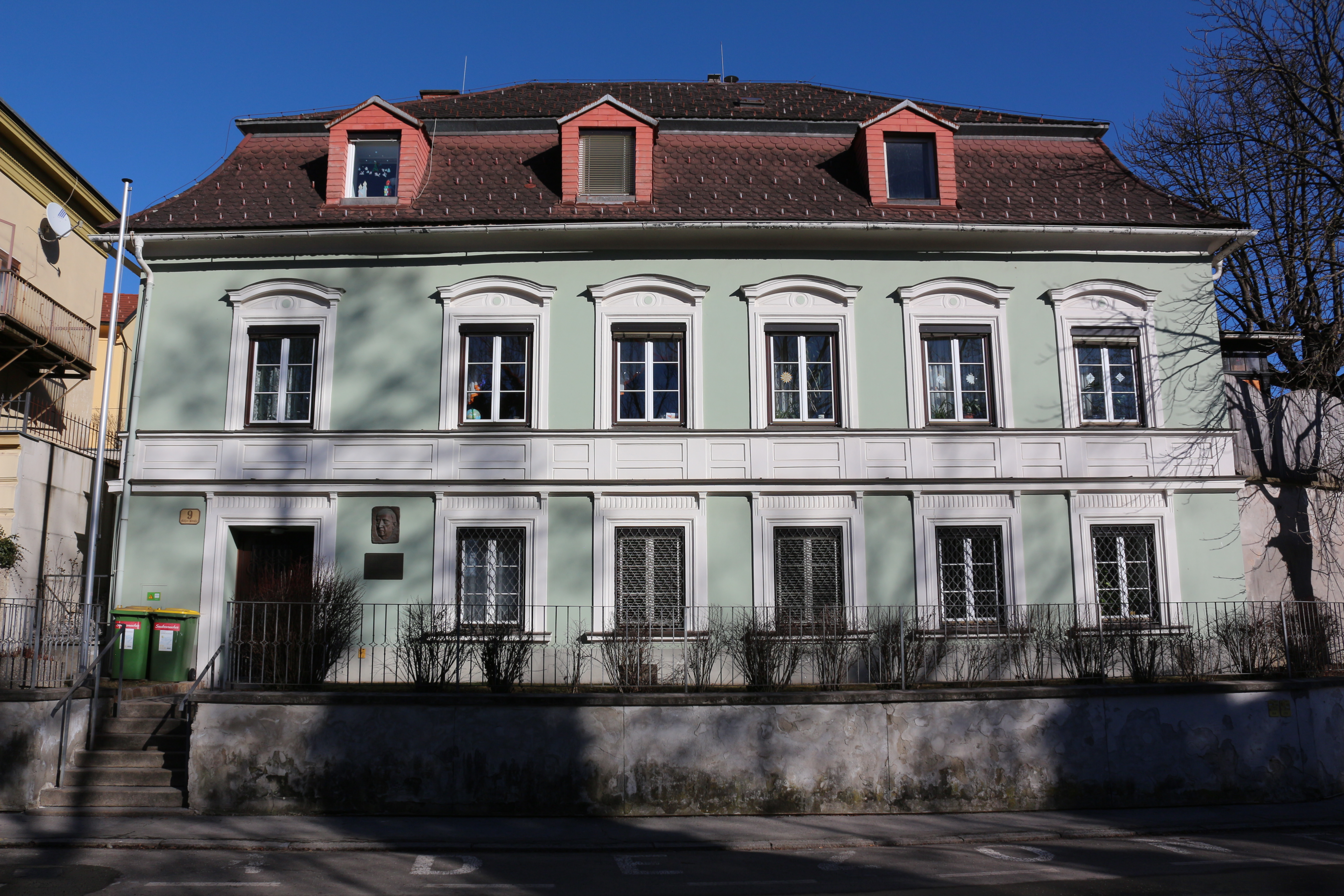
Das Heimathaus der Familie Dr. Obermayer auf der Adresse Gösser Straße 9 in Leoben.
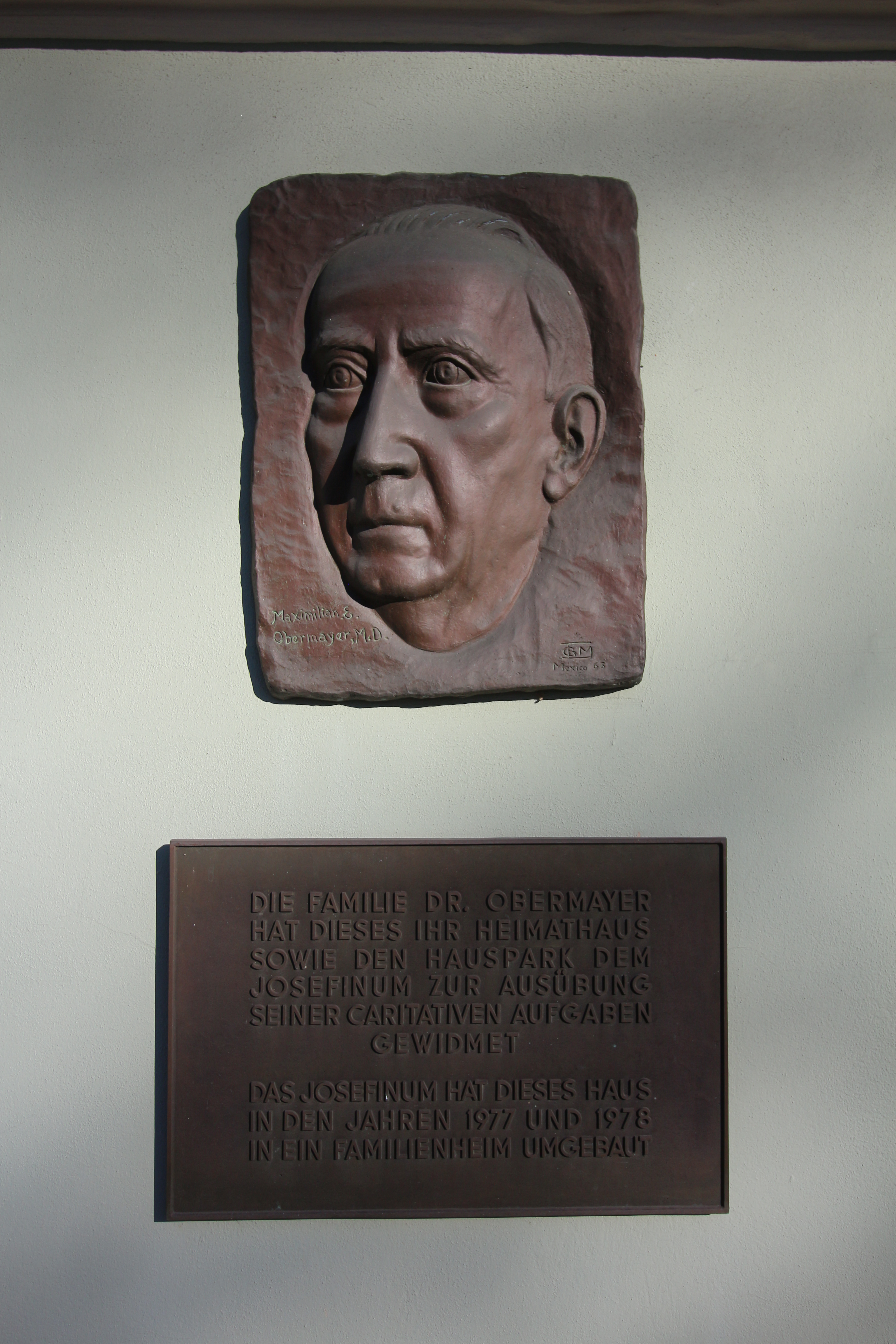
Plaketten am Haus, darunter eine Plastik aus dem Jahr 1963, erinnern an Maximilian E. Obermayer.
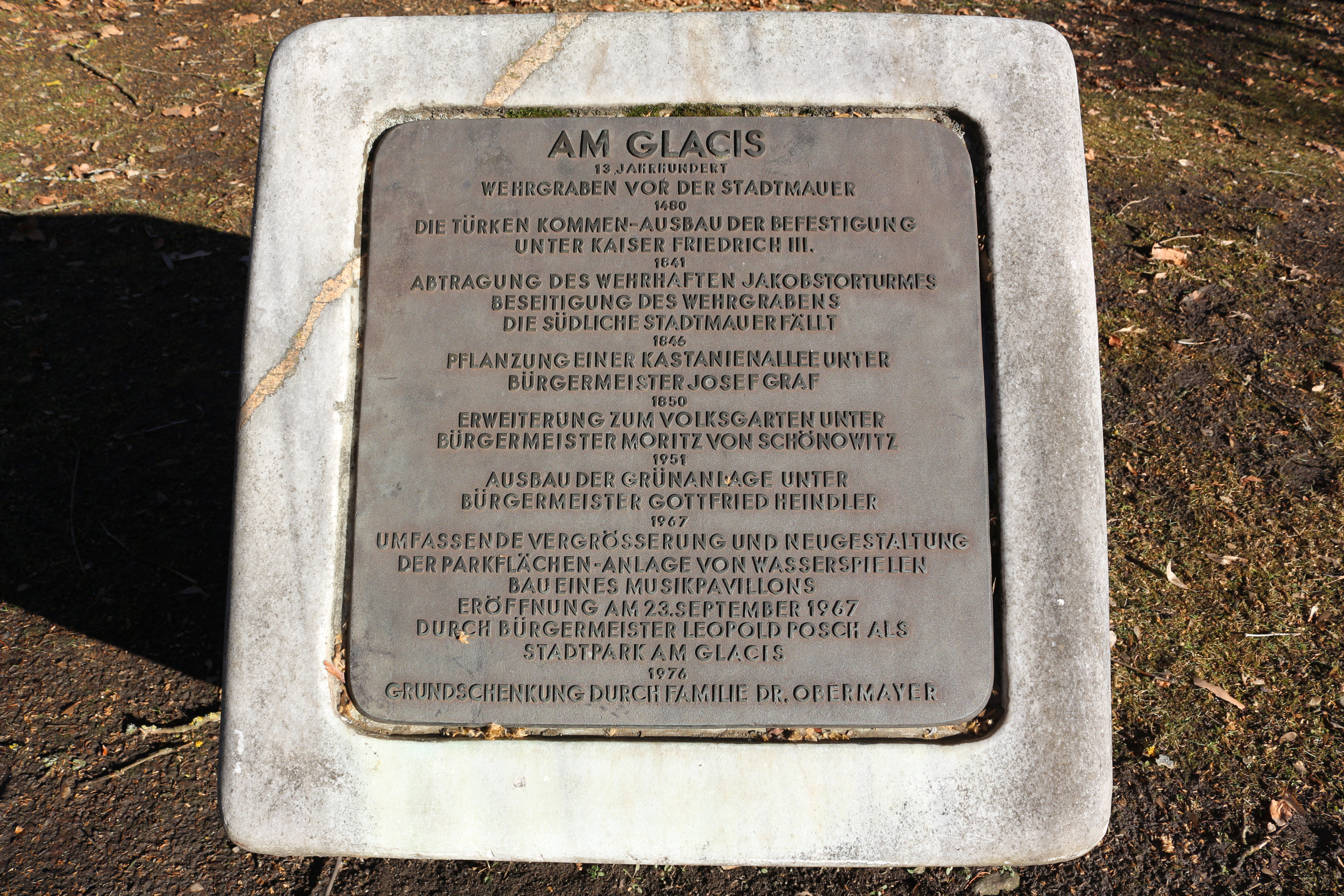
Gedenkstein mit der Geschichte des Geländes des heutigen Stadtparks Am Glacis und der Erwähnung der Grundstücksschenkung durch die Familie Dr. Obermayer.
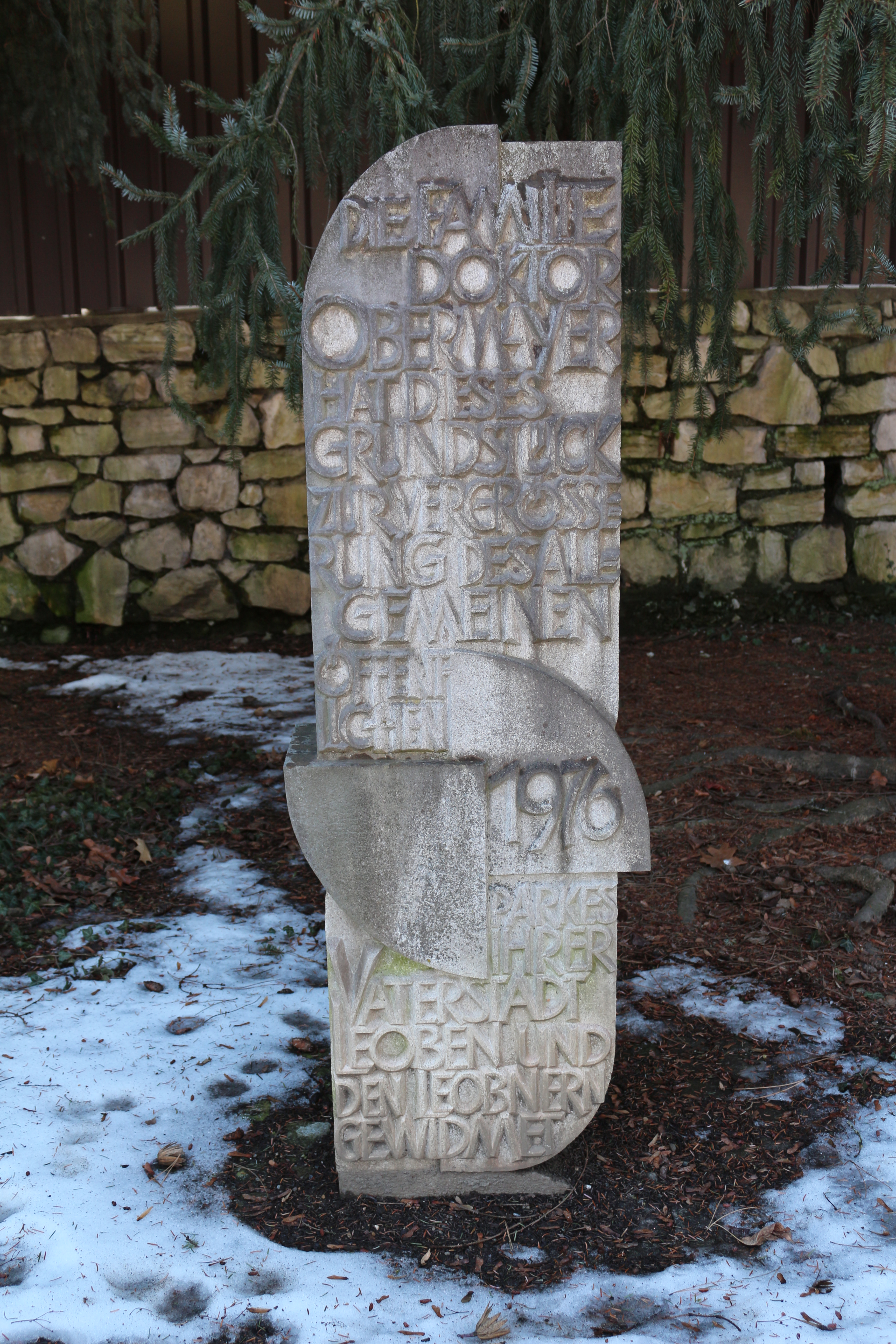
Der Familie Dr. Obermayer gewidmeter Gedenkstein aus Triestiner Marmor des damals noch jungen akademischen Bildhauers Ingo Lasserus im Stadtpark Am Glacis.